# Lackalänga socken
Lackalänga socken i Skåne ingick i Torna härad och området ingår sedan 1971 en del av Kävlinge kommun, från 2016 inom Lackalänga-Stävie distrikt.
Socknens areal är 10,97 kvadratkilometer varav 10,86 land. År 1993 fanns här 2 566 invånare.  Huvuddelen av tätorten Furulund med kyrkbyn Lackalänga och sockenkyrkan Lackalänga kyrka ligger i socknen. 

## Administrativ historik
Socknen har medeltida ursprung. 
Vid kommunreformen 1862 övergick socknens ansvar för de kyrkliga frågorna till Lackalänga församling och för de borgerliga frågorna bildades Lackalänga landskommun. Landskommunen uppgick 1952 i Furulunds köping men med bibehållande av separat jordregister. Köpingen uppgick 1969 i Kävlinge köping som ombildades 1971 till Kävlinge kommun. Församlingen uppgick 1998 i Lackalänga-Stävie församling.
1 januari 2016 inrättades distriktet Lackalänga-Stävie, med samma omfattning som Lackalänga-Stävie församling hade 1999/2000 och fick 1998, och vari detta sockenområde ingår.
Socknen har tillhört län, fögderier, tingslag och domsagor enligt vad som beskrivs i artikeln Torna härad. De indelta soldaterna tillhörde Södra skånska infanteriregementet, Torna kompani och Skånska husarregementet, Hoby skvadron, Landskrona kompani.

## Geografi
Lackalänga socken ligger nordväst om Lund, närmast söder om Kävlinge och med Kävlingeån i norr. Socknen är en odlad slättbygd.

## Fornlämningar
Några boplatser och en gånggrift från stenåldern är funna. Från bronsåldern finns gravhögar. En båtgrav från vendeltid är numera borttagen. Rent historiemässigt är platsen dock intressantast på grund av ett vackert depåfynd från vikingatiden, som räknas som en av Nordens finaste. Fyndet kallas helt enkelt för Lackalänga-fyndet. Ytterligare ett depåfynd fast från stenåldern har hittats vid grävning nära gränsen mot Vallkärra socken. Det rör sig om en sandstenshäll med rännformiga urgröpningar och breda slipytor, alltså en slipsten, samt en oslipad flintyxa med spetsoval genomskärning, vilken låg ovanpå flintyxan i jorden. Kanske hade tillverkaren av dessa båda placerat slipstenen tillsammans med yxan, för att senare gräva upp dem och med slipstenen slipa till yxan för att den skulle få ultimat effekt. 

## Namnet
Namnet skrevs 1326 Lakkalengä och kommer från kyrkbyn. Efterleden innehåller lännga, 'långsträckt areal'. Förleden innehåller troligen ett äldre ånamn (Vegarännan)bildat till lakka, 'gå långsamt' syftande på långsamt rinnande vatten..
Namnet skrevs före 22 juni 1917 även Lackalänge socken.